# Welgelegen (Coronie)
Welgelegen – wieś oraz okręg (ressorten) w dystrykcie w dystrykcie Coronie, w Surinamie. Według danych na rok 2012 miasto zamieszkiwały 593 osoby, a gęstość zaludnienia wyniosła 0,2 os./km².

## Demografia
Ludność historyczna:
| Rok                           | 2004   | 2012   |
| ----------------------------- | ------ | ------ |
| Ludność                       | 605    | 593    |
| Gęstość zaludnienia os./km²   | 0,28   | 0,27   |
| Roczna zmiana liczby ludności | −0,25% | −0,25% |

## Klimat
Średnia temperatura wynosi 24 °C.Najcieplejszym miesiącem jest marzec (26 °C), a najzimniejszym miesiącem jest czerwiec (22 °C). Średnie opady wynoszą 2089 milimetrów rocznie. Najbardziej wilgotnym miesiącem jest maj (335 milimetrów deszczu), a najbardziej suchym miesiącem jest wrzesień (55 milimetrów deszczu).

## Rezerwat przyrody Peruvia
Rezerwat przyrody Peruvia został założony w 1986 roku. Znajduje się w pobliżu ujścia rzeki Coppenamei i zajmuje powierzchnię 31 000 hektarów. W rezerwacie rosną aguaje oraz łoskotnice pękające.